# Мончу (футболист, 1999)
Рамо́н Родри́гес Химе́нес (исп. Ramón Rodríguez Jiménez, 13 сентября 1999, Мальорка, Испания), более известный как Мо́нчу (исп. Monchu) — испанский футболист,  полузащитник клуба «Ариса».

## Клубная карьера

### «Барселона»
Мончу родился в Мальорке и до 2012 года находился в системе местного футбольного клуба. В 2012 году он присоединился к молодёжной команде «Барселоны» и дебютировал за «Барселону B» 15 декабря 2017 года в матче против «Кадиса».
За основную команду «каталонцев» Мончу дебютировал 8 августа 2020 года в матче 1/8 финала Лиги Чемпионов УЕФА против «Наполи», выйдя со скамейки запасных.

### «Жирона» (аренда)
22 сентября 2020 года Мончу перешёл в «Жирону» на правах аренды с правом выкупа. 18 октября 2020 года Мончу забил первый гол в матче Сегунды против «Реал Овьедо».

### «Гранада»
16 июля 2021 года «Гранада» объявила о бесплатном подписании полузащитника. «Барселона» оставила за собой права обратного выкупа, а также получит 50% от следующей продажи футболиста.

## Достижения

### Командные
«Барселона»
- Победитель Юношеской лиги УЕФА: 2017/18[6]